# لوله گرده

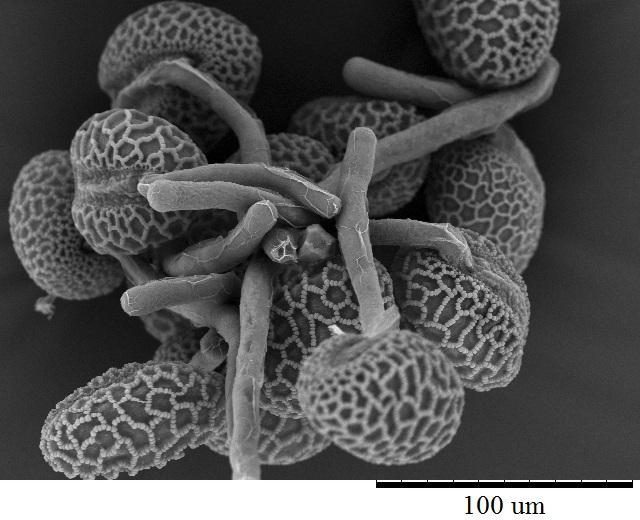
تصویر SEM از لوله‌های گرده در حال رشد از دانه‌های گرده زنبق

لوله گرده (به انگلیسی: Pollen tube)، یک ساختار لوله‌ای شکل است که توسط گامتوفیت نر گیاهان دانه‌دار هنگام جوانه زدن تولید می‌شود. بلند شدن لوله گرده یک مرحله جدایی‌ناپذیر در چرخه زندگی گیاه است. لوله گرده به عنوان مجرایی برای انتقال سلول‌های گامت نر از دانه گرده عمل می‌کند - چه از کلاله (در گیاهان گل‌دار) به تخمک‌های پایه مادگی یا به‌طور مستقیم از طریق بافت تخمک در برخی از بازدانگان است. در ذرت، این تک‌سلولی می‌تواند بیش از ۱۲ اینچ (۳۰ سانتیمتر) تا طول مادگی را طی کند.
لوله‌های گرده برای نخستین بار توسط جیووانی باتیستا آمیچی در قرن نوزدهم کشف شد.
آنها به عنوان مدلی برای درک رفتار سلول‌های گیاهی استفاده می‌شوند. پژوهش‌ها برای درک چگونگی پاسخ لوله گرده به سیگنال‌های هدایت برون‌سلولی برای رسیدن به لقاح ادامه دارد.

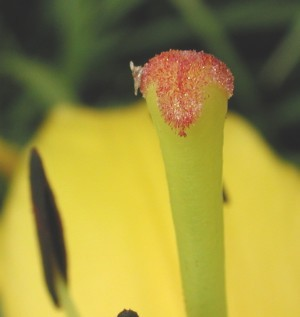
گرده

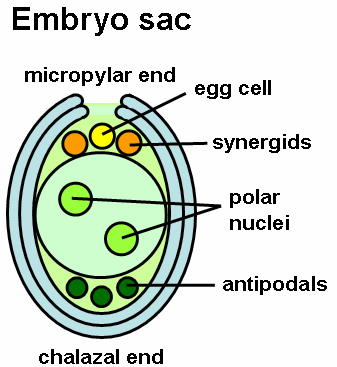
تخمک بازدانه